# Eure Kinder
Eure Kinder jest pierwszym w karierze singlem niemieckiego rapera Chakuza. Utwór został zamieszczony na jego debiutanckim albumie City Cobra. Gościnne u utworze udziela się kolega z wytwórni, Bushido.